# Papa João III
João III (em latim: Ioannes III), nascido Catelinus; (Roma, 520 - Roma, 13 de julho de 574) foi o 61.º Papa da Igreja Católica de 17 de julho de 561 até a data de sua morte. Não se sabe a data de seu nascimento, mas ele morreu em 13 de julho de 574 em Roma, Itália. Era romano de nascimento, e tornara-se papa em julho de 561. Foi durante o seu pontificado que os Lombardos invadiram a Itália, por repetidas vezes.
Mudou o seu nome Catelinus para João. Conseguiu restabelecer a unidade da Igreja de África com a sede de Roma. Nessa época, nasceu Maomé, em Meca.
Foi sepultado na Basílica de S. Pedro.